# Clone
Clone is het vierde album van Threshold, uitgebracht in 1998 door Giant Electric Pea. Het is het eerste album met nieuwe zanger Andrew "Mac" McDermott en het laatste met drummer Mark Heaney.
Het is het enige album van de band dat niet heruitgegeven is of een Limited Edition-uitgave heeft.

## Track listing
1. "Freaks" – 5:32
2. "Angels" – 6:42
3. "The Latent Gene" – 8:00
4. "Lovelorn" – 5:41
5. "Change" – 4:33
6. "Life's Too Good" – 5:27
7. "Goodbye Mother Earth" – 7:58
8. "Voyager II" – 9:04
9. "Sunrise On Mars" – 5:47

## Band
- Andrew "Mac" McDermott - Zanger
- Karl Groom - Gitarist
- Nick Midson - Gitarist
- Jon Jeary - Bassist
- Richard West - Toetsenist
- Mark Heaney - Drummer